# Jumbilla
Jumbilla es una localidad peruana, capital del distrito de Jumbilla y a la vez de la provincia de Bongará en el departamento de Amazonas. Se encuentra a 1935 m s.n.m. en la cuenca alta del río Imaza, tributario del río Marañón.

## Galería

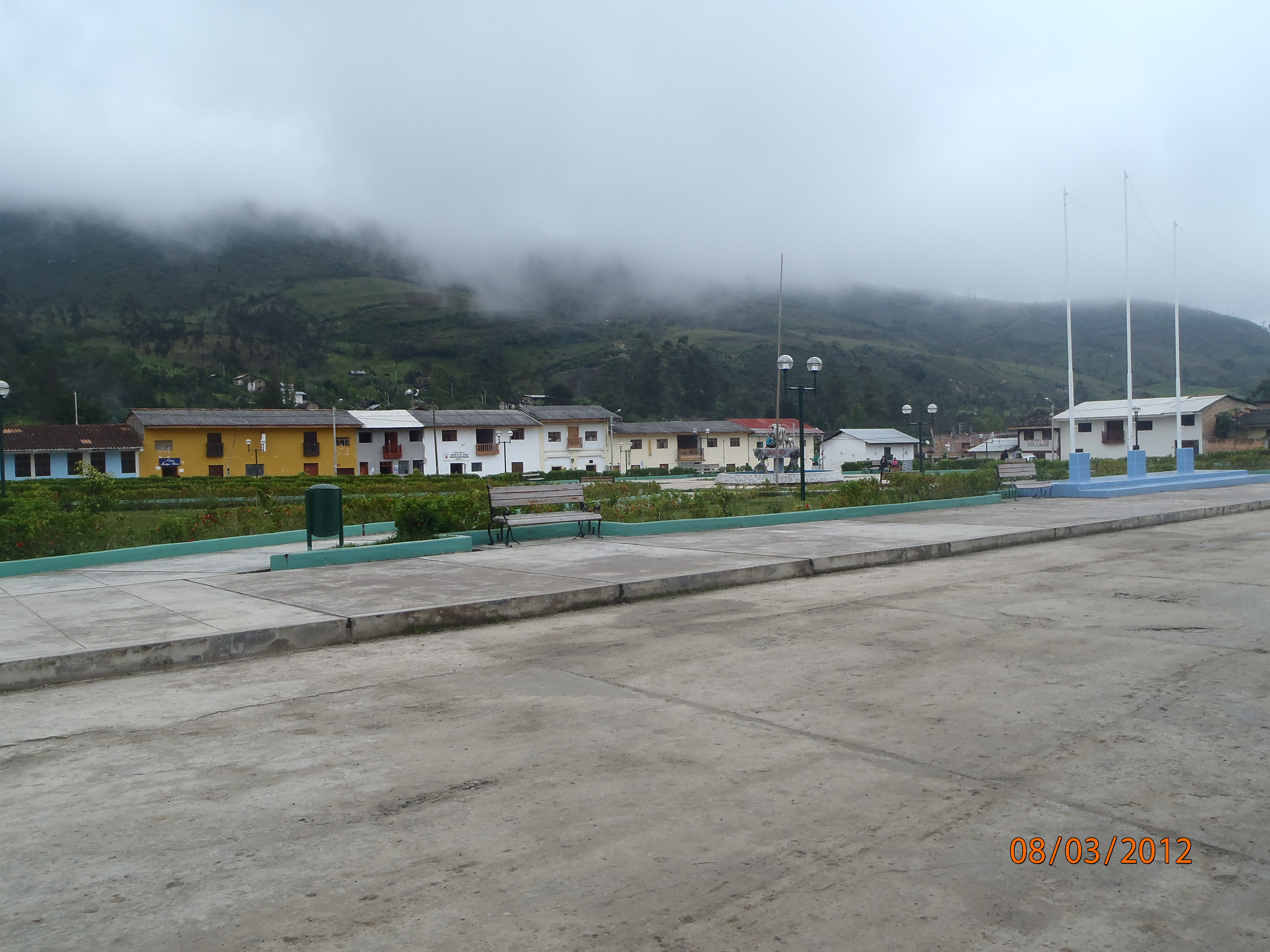
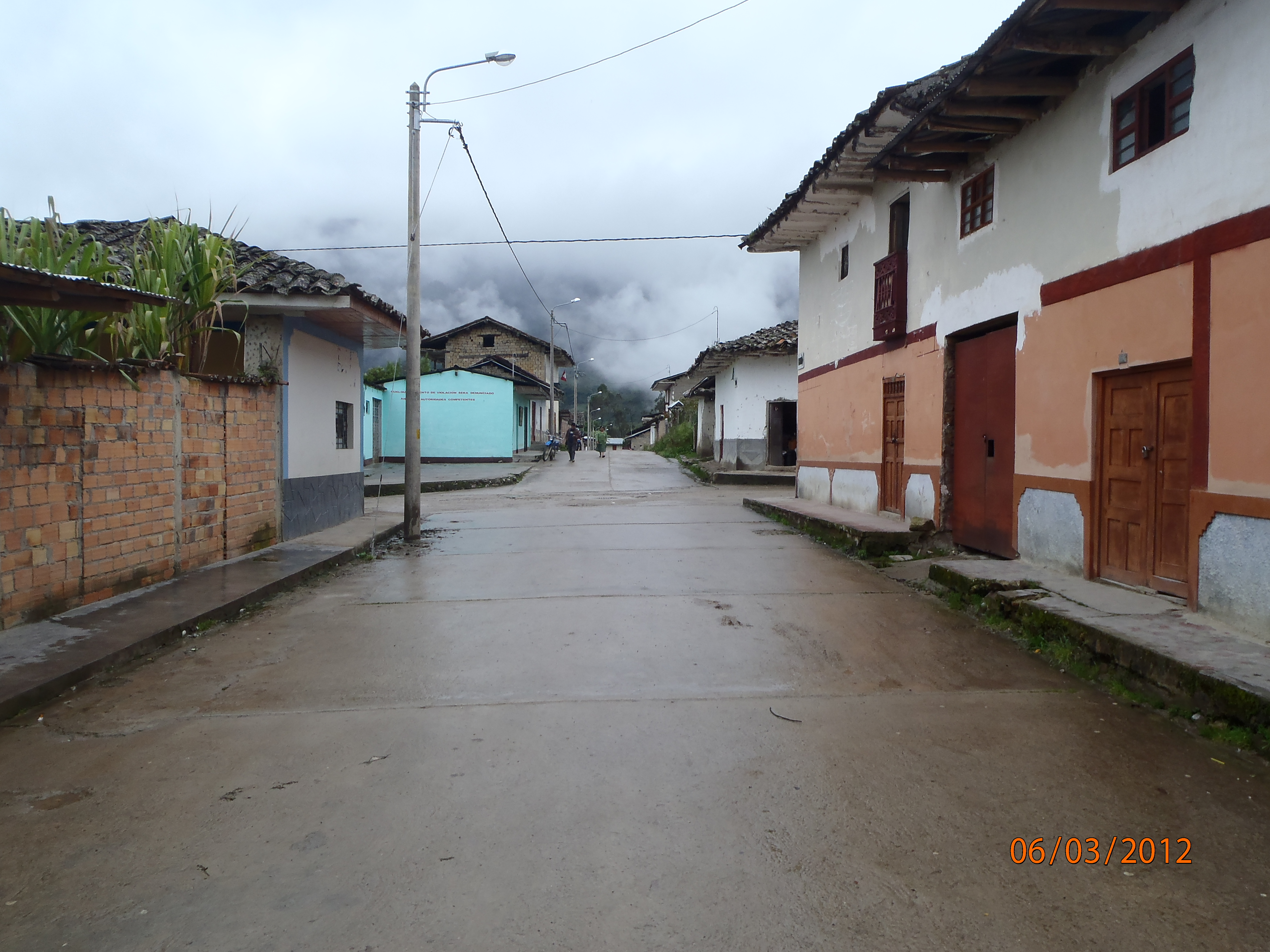
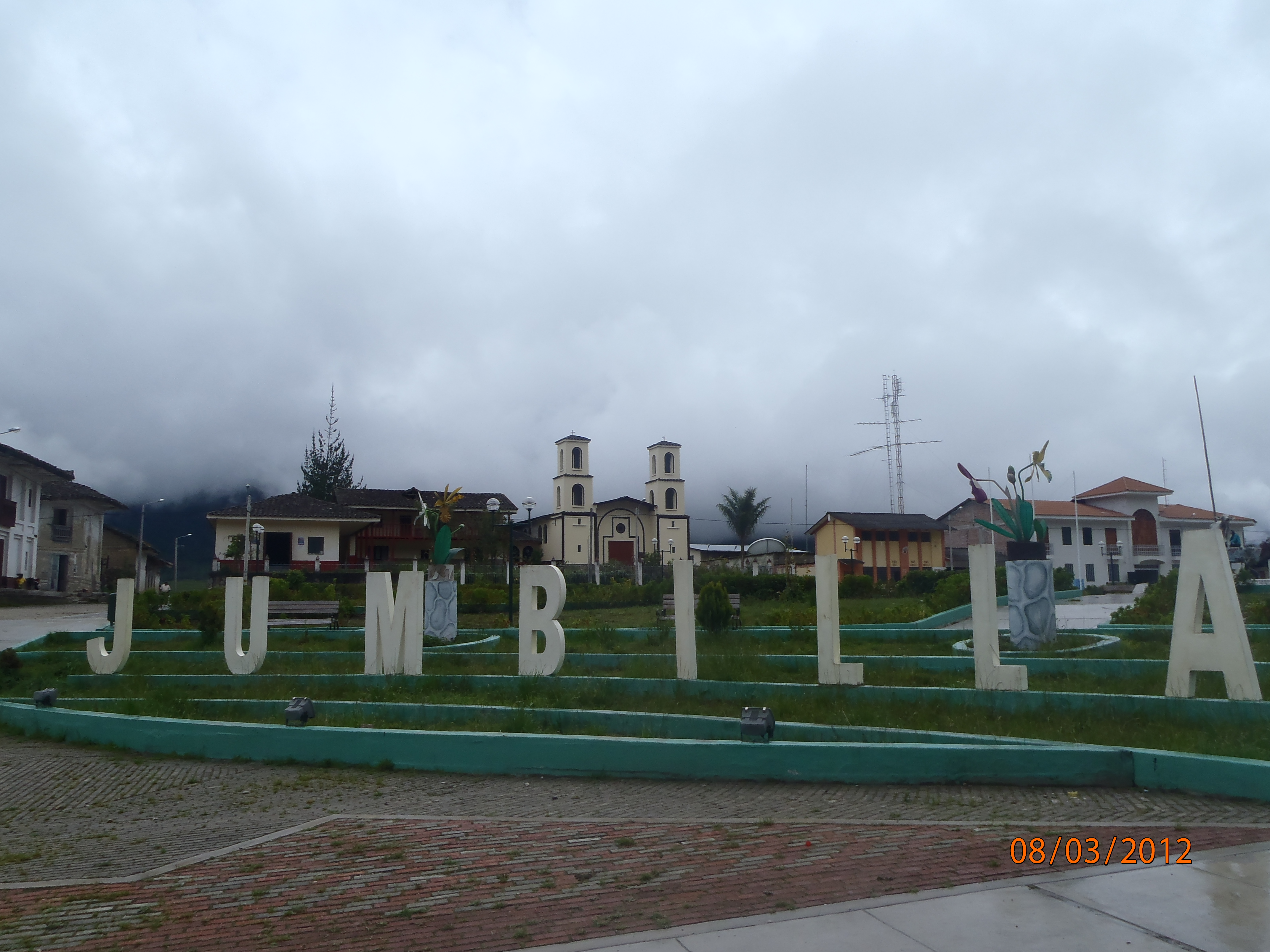

## Clima
| Parámetros climáticos promedio de Jumbilla | Parámetros climáticos promedio de Jumbilla | Parámetros climáticos promedio de Jumbilla | Parámetros climáticos promedio de Jumbilla | Parámetros climáticos promedio de Jumbilla | Parámetros climáticos promedio de Jumbilla | Parámetros climáticos promedio de Jumbilla | Parámetros climáticos promedio de Jumbilla | Parámetros climáticos promedio de Jumbilla | Parámetros climáticos promedio de Jumbilla | Parámetros climáticos promedio de Jumbilla | Parámetros climáticos promedio de Jumbilla | Parámetros climáticos promedio de Jumbilla | Parámetros climáticos promedio de Jumbilla |
| Mes                                        | Ene.                                       | Feb.                                       | Mar.                                       | Abr.                                       | May.                                       | Jun.                                       | Jul.                                       | Ago.                                       | Sep.                                       | Oct.                                       | Nov.                                       | Dic.                                       | Anual                                      |
| ------------------------------------------ | ------------------------------------------ | ------------------------------------------ | ------------------------------------------ | ------------------------------------------ | ------------------------------------------ | ------------------------------------------ | ------------------------------------------ | ------------------------------------------ | ------------------------------------------ | ------------------------------------------ | ------------------------------------------ | ------------------------------------------ | ------------------------------------------ |
| Temp. máx. media (°C)                      | 29.5                                       | 31                                         | 30.5                                       | 29                                         | 26.5                                       | 25                                         | 24                                         | 24                                         | 24                                         | 25                                         | 26                                         | 28                                         | 26.9                                       |
| Temp. mín. media (°C)                      | 20                                         | 22                                         | 21                                         | 20                                         | 18.5                                       | 17                                         | 16                                         | 16                                         | 16                                         | 17                                         | 17                                         | 19                                         | 18.3                                       |
| Fuente: accuweather.com                    |                                            |                                            |                                            |                                            |                                            |                                            |                                            |                                            |                                            |                                            |                                            |                                            |                                            |